# Hovedstadens Radikale Venstre
Hovedstadens Radikale Venstre blev stiftet som Kjøbenhavns liberale Vælgerforening den 15. november 1883 af liberale Venstrevælgere i København. Blandt medstifterne var Herman og Laurids Bing. Foreningen fungerede fra 1905 som Det Radikale Venstres forening i hovedstaden.
I det første år fungerede bagermester Jacob Marstrand som formand. Samme år blev Frederiksberg liberale Vælgerforening også stiftet, hvis første formand var rigsdagsbiblitekar Emil Elberling, der blev efterfulgt som formand af professor Harald Høffding. I 1892 blev de to foreninger sluttet sammen, og i 1908 ændrede man navnet til Københavns radikale Venstreforening. I 1937 blev det atter ændret, nu til Københavns radikale Vælgerforening. I 1969 tog man navnet Den Radikale Vælgerforening for København og Frederiksberg, og i forbindelse med strukturreformen i 2007, hvor Tårnby og Dragør kommuner også blev lagt under Københavns Storkreds, skiftede foreningen navn til Hovedstadens Radikale Vælgerforening. I daglig tale kaldes den dog stadig Hovedstadens Radikale Venstre.

## Resultater ved valg til Borgerrepræsentationen
Radikale Venstre har stillet op til kommunalvalg i Københavns Kommune siden 1909, hvilket samtidig var det første valg hvor medlemmerne blev opgjort i partigrupper. Ved de to første af valgene, i 1909 og 1912, var der kun 42 sæder i Borgerrepræsentationen, men fra og med valget i 1913 var der 55.
Generelt har de bedste valgresultater for partiet ligget før 2. verdenskrig og efter årtusindskiftet, mens særligt 1980'erne må ses som et lavpunkt for tilslutningen ved kommunalvalg i København. Det hidtil bedste resultat blev opnået ved valget i 2005 hvor 7 radikale repræsentanter blev valgt ind.
I slutningen af valgperioden 2013-17 præsterede partiet dog at have hele 8 repræsentanter som følge af at to medlemmer (Ikram Sarwar og Michael Gatten, valgt for hhv. Socialdemokratiet og Venstre) i løbet af valgperioden skiftede parti og valgte at repræsentere Radikale Venstre.

## Formænd
- 1883 – 1884 bagermester Jacob Marstrand
- 1884 – 1902 højesteretssagfører Octavius Hansen
- 1902 – 1918 fabrikant A. Leerbech
- 1918 – 1921 fabrikant Alfred Hvilsom
- 1921 – 1925 toldinspektør Ivar Berendsen
- 1925 – 1932 kommunelærer Richard Amdrup
- 1932 – 1935 professor Carl H. Hansen
- 1935 – 1937 bogtrykker Valdemar Pedersen
- 1937 – 1941 skoleinspektør S. Degerbøl
- 1941 – 1945 rektor Th. Thors
- 1945 – 1948 bogtrykker Valdemar Pedersen
- 1948 – 1950 overlærer Johannes Pedersen
- 1950 – 1951 civilingeniør E. Rager
- 1951 – 1952 viceskoledirektør Kr. Thomsen Jensen
- 1952 – 1954 redaktør Johannes Christiansen
- 1954 – 1957 materielforvalter Richard Lillie
- 1957 – 1960 fuldmægtig Arent Frandsen
- 1960 – 1962 kommunalrevisor F.A. Milo
- 1962 – 1966 fabrikant Arne Guttermann
- 1966 – 1968 EDB-tekniker Paul Lindhage
- 1968 – 1969 overlærer Lilly Helveg Petersen
- 1969 – 1974 forretningsfører Bent Pedersen
- 1974 – 1977 bibliotekar Niels M. Uldall
- 1977 – 1979 meteorolog Hanne Jacobsen
- 1979 – 1985 lektor Jens Peter Gjaldbæk
- 1985 – 1986 Jan Østergaard Bertelsen
- 1986 – 1987 Peter Hald
- 1987 – 1989 Ib Jensen
- 1989 – 1992 Ole Olsen
- 1992 – 1993 Anni Vejstrup
- 1993 – 1994 Bo Jensen
- 1994 – 1996 Lone Saaby Johansen
- 1996 – 1998 Kim Hjerrild
- 1998 – 2002 Anders Thomsen
- 2002 – 2005 Jesper Gronenberg
- 2005 – 2010 Peder Mandrup Knudsen
- 2010 – 2012 Mikkel Sarbo
- 2012 – 2013 Vivian Heinola Nielsen
- 2013 – 2014 Thea Stauning Breuer
- 2014 – Anne Eskildsen (konstitueret)
- 2014 – 2017 Bo Nissen Knudsen
- 2017 – 2018 Viktor Dylander
- 2018 – 2018 Thomas Elkjær
- 2018 – 2022 Søs Haugaard
- 2022 – 2023 Kim Mandix
- 2023 – nu Viktor Dylander